# Pacalan
Pacalan is een bestuurslaag in het regentschap Magetan van de provincie Oost-Java, Indonesië. Pacalan telt 4360 inwoners (volkstelling 2010).